# Miskal
Miskal – perska jednostka masy, równa w przybliżeniu 4,6 g. W czasach Ilchanidów była częścią narzuconego przez Mongołów systemu monetarnego; jeden srebrny denar równy był wówczas trzem miskalom, które ważyły ok. 4,2–4,3 g. Jednostka znana i używana była m.in. na terytoriach Chorezmu i Złotej Ordy. Według późniejszych perskich systemów miskal dzielił się na 24 nochody (karaty). Był również częścią oficjalnego tureckiego systemu wag. Jednostka mithqal, której wariantem był miskal, była szeroko rozpowszechniona w całym świecie arabskim. 